# Gerbera

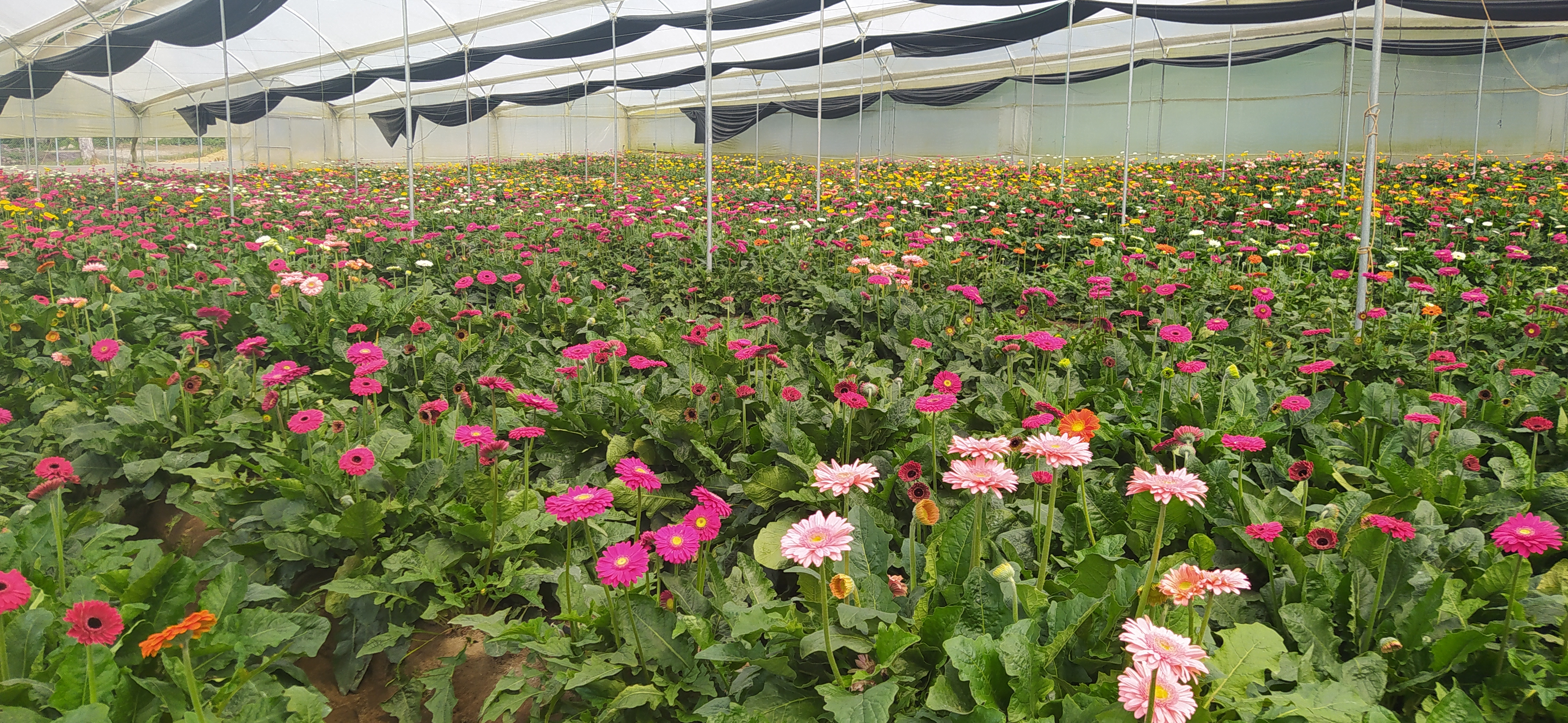
Producción de Gerberas en Guatemala.

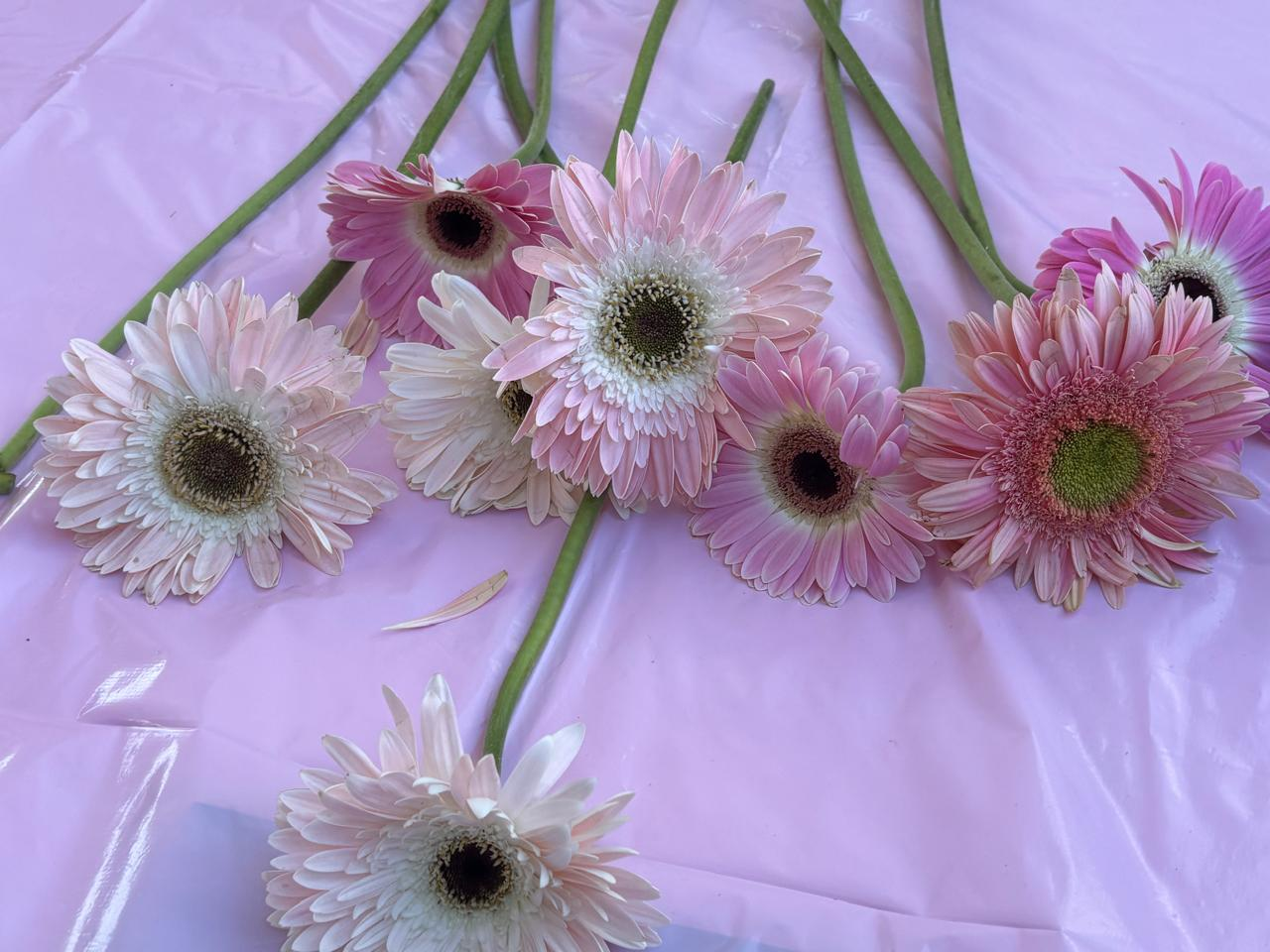
Gerberas rosas

Gerbera es un género de plantas ornamentales de la familia Asteraceae. Comprende unas 150 especies descritas y de estas, solo 38 aceptadas. Las gerberas, también llamadas “margarita africana”, son usadas típicamente para adornar el jardín, los ramos de flores o para armonizar espacios del hogar y crecen en roseta.

## Descripción
La gerbera es un género de plantas ornamentales originaria de África del Sur específicamente de la región de Transvaal, también se conoce como margarita del Transvaal, la gerbera pertenece a la familia de las compuestas Asteraceae. Su nombre científico se refiere a Trangott Gerber. Es vivaz, cuyo cultivo puede durar varios años, sin embargo comercialmente solo interesa cultivarla durante dos o tres años, según cultivares y técnicas de cultivo empleadas ya que después disminuye la productividad.

## Su significado
Representa inocencia, pureza y alegría, es un símbolo clásico de belleza y elegancia [cita requerida]

## Distribución geográfica
El género se distribuye por África (incluido Madagascar), y  Asia central y tropical. Introducida en Suramérica y Australasia/Oceanía. América Central muy principalmente en Guatemala y Costa Rica en lugares como Cartago y Alajuela, abundante en Galicia.

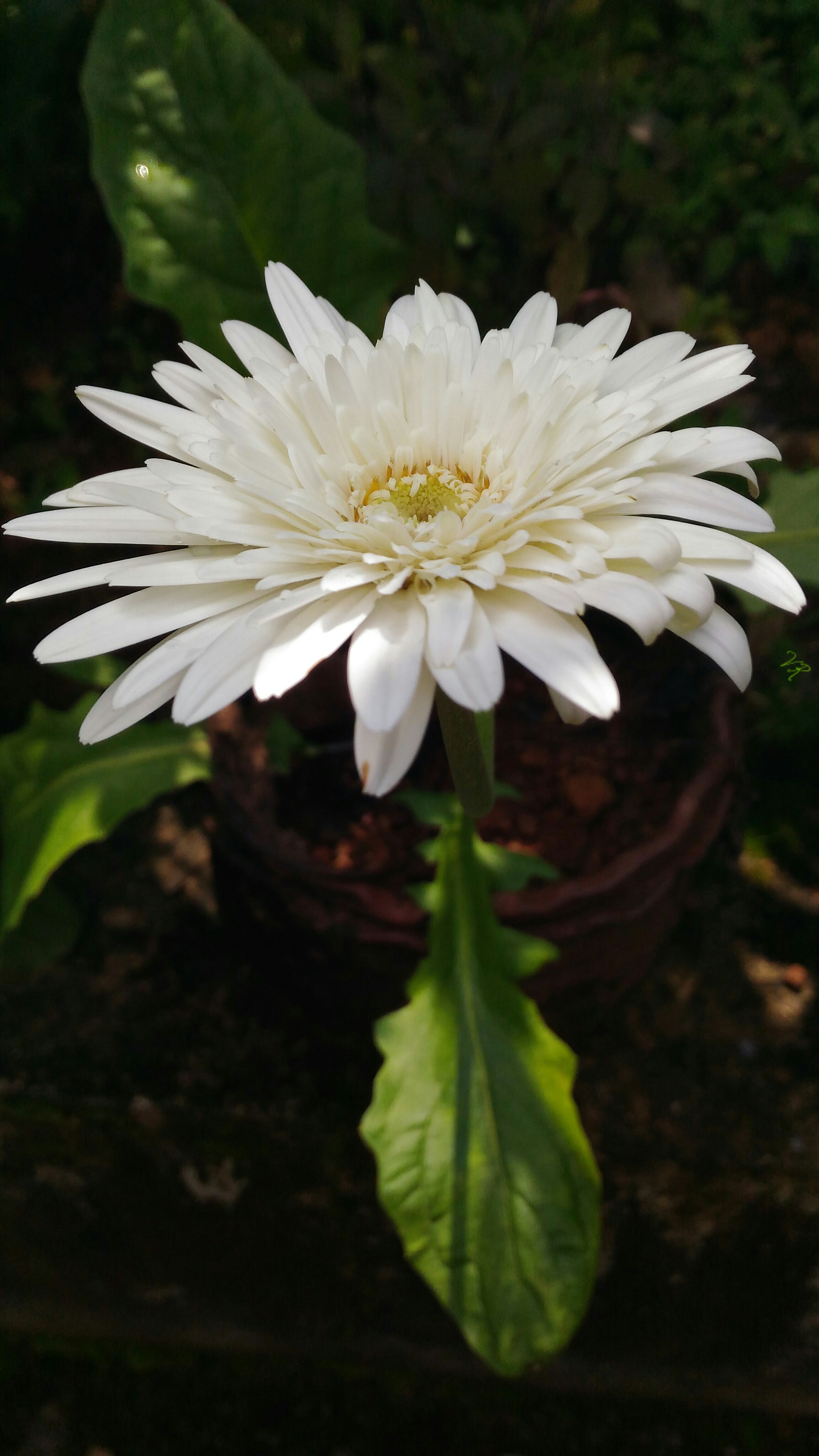
Gerbera

## Taxonomía
El género fue descrito por Carlos Linneo y publicado en Opera Varia, 247, 1758. La especie tipo es: Arnica gerbera L. = Gerbera linnaei Cass.
Etimología
Se la bautizó así en honor del naturalista alemán  Traugott Gerber, un amigo de  Carlos Linneo.

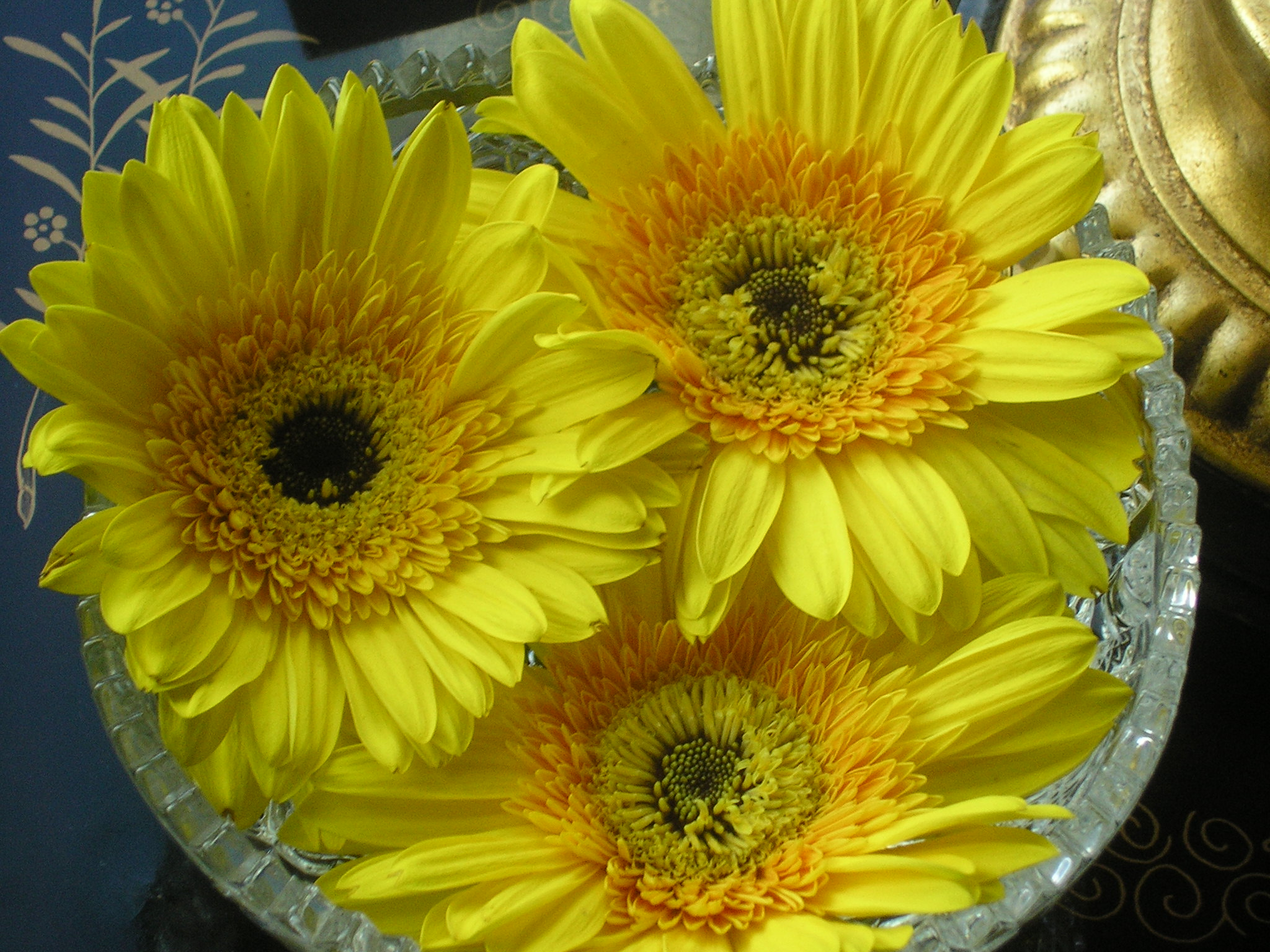
Gerberas amarillas hundiendo en agua

## Usos
Entre sus usos se encuentran su utilización como pomada para calmar dolores musculares externos, como bebida aromática y como decoración de interiores.

### Cultivo
Gerbera es muy popular y ampliamente usado como planta de jardín o flores de corte.  Los cultivares  domesticados son mayormente el resultado de cruzas entre Gerbera jamesonii y otra especie sudafricana Gerbera viridifolia. De dicha cruza se obtuvo Gerbera hybrida.  Existen miles de cultivares que varían mucho en forma, tamaño y colores: blanco, amarillo, naranja, rojo, morada, azul, rosa.  El centro de la flor es a veces negro. Frecuentemente la misma flor puede tener pétalos de varios  colores.
Gerbera es un género comercialmente importante. Es la 5.ª  "flor de corte" más usada en el mundo (después de las rosas,  los claveles,  los crisantemos, y los tulipanes).

### Otros usos
Es también utilizado como organismo modelo en estudios  de formación de flores.
Gerbera contiene derivados de la  cumarina.

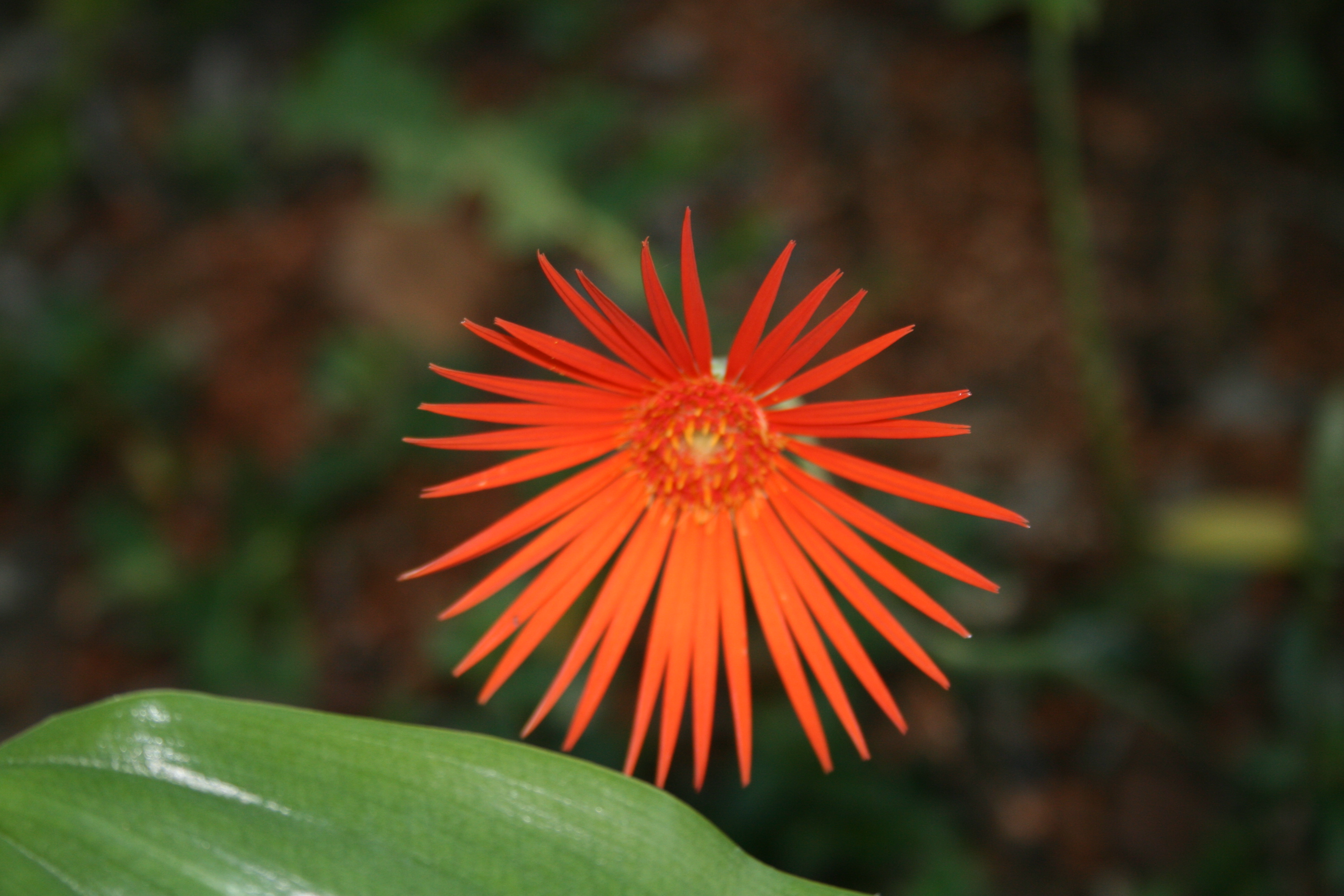
Imagen de la Gerbera jamesoni.

## Especies
Este género comprende entre 40 y 50 especies. Alguna de ellas son las siguientes:
- Gerbera aberdarica
- Gerbera abyssinica
- Gerbera ambigua
- Gerbera anandria
- Gerbera aspleniifolia
- Gerbera aurantiaca
- Gerbera bojeri
- Gerbera bonatiana
- Gerbera bracteata
- Gerbera brevipes
- Gerbera burchellii
- Gerbera burmanni
- Gerbera candollei
- Gerbera cavaleriei
- Gerbera chilensis
- Gerbera cineraria
- Gerbera connata
- Gerbera conrathii
- Gerbera cordata
- Gerbera coronopifolia
- Gerbera curvisquama
- Gerbera delavayi
- Gerbera discolor
- Gerbera diversifolia
- Gerbera elegans
- Gerbera elliptica
- Gerbera emirnensis
- Gerbera ferruginea
- Gerbera flava
- Gerbera galpinii
- Gerbera glandulosa
- Gerbera henryi
- Gerbera hieracioides
- Gerbera hirsuta
- Gerbera hypochaeridoides
- Gerbera integralis
- Gerbera integripetala
- Gerbera jamesonii
- Gerbera knorringiana
- Gerbera kokanica
- Gerbera kraussii
- Gerbera kunzeana
- Gerbera lacei
- Gerbera lagascae
- Gerbera lanuginosa
- Gerbera lasiopus
- Gerbera latiligulata
- Gerbera leandrii
- Gerbera leiocarpa
- Gerbera leucothrix
- Gerbera lijiangensis
- Gerbera linnaei
- Gerbera lynchii
- Gerbera macrocephala
- Gerbera nepalensis
- Gerbera nervosa
- Gerbera nivea
- Gerbera parva
- Gerbera peregrina
- Gerbera perrieri
- Gerbera petasitifolia
- Gerbera piloselloides
- Gerbera plantaginea
- Gerbera plicata
- Gerbera podophylla
- Gerbera pterodonta
- Gerbera pulvinata
- Gerbera pumila
- Gerbera randii
- Gerbera raphanifolia
- Gerbera ruficoma
- Gerbera saxatilis
- Gerbera semifloscularis
- Gerbera serotina
- Gerbera speciosa
- Gerbera tanantii
- Gerbera tomentosa
- Gerbera tuberosa
- Gerbera uncinata
- Gerbera viridifolia
- Gerbera welwitschii
- Gerbera wrightii
- Gerbera wuest